# Chien antichar

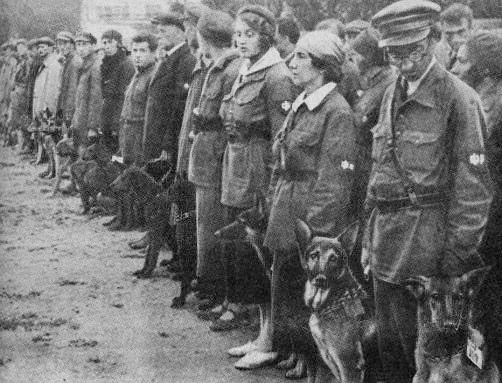
École soviétique de chiens de guerre en 1931.

Les chiens antichar, appelés aussi chiens-bombe ou chiens-mine, étaient des chiens de guerre dressés pour transporter des explosifs sous les chars et les véhicules blindés où ils explosaient, détruisant le char et tuant le chien.
Cette technique fut utilisée par l'Union soviétique pendant la Seconde Guerre mondiale contre les chars allemands.

## Description
Les chiens étaient d'abord entraînés à aller chercher leur nourriture placée sous des blindés. On les privait de nourriture pendant plusieurs jours, ils apprenaient ainsi vite à courir sous un char placé non loin pour y trouver de quoi manger lorsqu'on les lâchait. Une fois entraînés, ils étaient amenés sur le front. Sanglés avec des poches remplies d'explosifs, ils étaient lâchés devant des chars ou autres véhicules blindés ennemis. Quand les chiens passaient sous le char - la partie la moins blindée du véhicule - la charge explosait, souvent grâce à un détonateur rudimentaire, quelquefois un simple bâton de bois vertical fixé sur le dos du chien et qui s'abaissait quand le chien se glissait sous le char.
La propagande nazie et, après-guerre, les experts militaires occidentaux, prétendirent généralement que ce programme n'eut pas beaucoup de succès. Les Hundeminen, comme les appelaient les Allemands, avaient été entraînés avec des véhicules soviétiques, et pendant les batailles ils pouvaient être désorientés et aller sous les chars soviétiques. D'autres étaient effrayés par le bruit du combat ou celui des chars et s'enfuyaient.
1790 chiens antichars sont dressés de 1941 à 1942 par l'armée soviétique à l'École centrale des chiens de guerre.

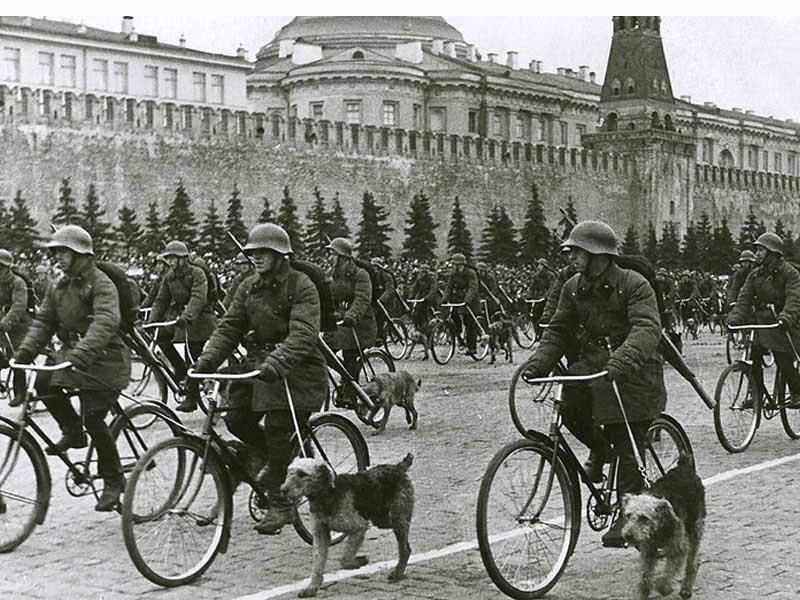
Parade militaire sur la place Rouge, Moscou, 1er mai 1938.

Selon des sources soviétiques[réf. nécessaire], les chiens antichar détruisirent trois cents chars allemands. Ils étaient assez efficaces pour que les Allemands prennent des mesures pour les contrer. Les mitrailleuses en haut des chars n'étaient pas assez précises pour des cibles de taille relativement réduites. Ils étaient aussi assez bas, rapides et difficiles à voir. Les soldats allemands reçurent donc l'ordre de tuer tout chien qu'ils apercevaient.
En 1942, un grand contingent de chiens antichar fut désorienté et alla en tous sens, mettant en danger tous ceux présents dans la bataille[Laquelle ?] et forçant le retrait de toute une division soviétique. Peu de temps après, les chiens antichar furent retirés du service. Cependant, l'entraînement de chiens de guerre pour ce genre de mission continua au moins jusqu'en juin 1996.
Le 28 mai 2011, un monument a été inauguré à Volgograd en hommage aux chiens utilisés comme destructeurs de chars durant la Seconde Guerre mondiale. La sculpture, évoquant un berger d’Europe de l’Est sans représenter une race spécifique, symbolise l’ensemble des chiens ayant participé aux combats. La plaque porte l’inscription suivante : « Dédié aux destructeurs de chars fascistes. Bataille de Stalingrad 1942 – 1943. »